# Helen Ahlsson
Karin Helen Viktoria Ahlsson, född 22 juli 1972 i Stora Kopparbergs församling i Dalarna, är en svensk filmproducent, regissör och manusförfattare. Hon är utbildad vid Dramatiska Institutet. 2004 regisserade hon dokumentärfilmen Armbryterskan från Ensamheten, tillsammans med Lisa Munthe.

## Filmografi (urval)
De noterade filmerna gäller produktionen, om inte annat nämns.
- 2000 – Färd
- 2001 – Rymningen
- 2003 – Flamingo
- 2004 – Armbryterskan från Ensamheten (även manus och regi)
- 2005 – Parasiten
- 2010 – Den nya tiden